# Ismet Hadžić
Ismet Hadžić (Tuzla, 7 luglio 1954 – Zagabria, 14 luglio 2015) è stato un calciatore e allenatore di calcio bosniaco, in precedenza jugoslavo, di ruolo difensore.
È stato una leggenda nelle file del Dinamo Zagabria con il quale ha giocato per sei stagioni. È morto all'età di 61 anni a causa di una lunga malattia.

## Carriera

### Giocatore

#### Club
Iniziò la carriera sportiva nella città natia Tuzla, dove ha vestito la maglia del Slobodа Tuzlа per 164 partite segnando 5 reti.
Nel 1980 pur ricevendo le proposte della Stella Rossa, oltre che del Dinamo Zagabria, si trasferì nella capitale croata. Con la squadra croata disputò 119 partite in sei stagioni vincendo un campionato jugoslavo e una coppa nazionale. Chiuse la carriera disputando solamente due partite con la maglia del Prishtina.

#### Nazionale
Con la nazionale jugoslava ha disputato 5 partite. Esordì il 1 aprile 1979 a Nicosia contro il Cipro, partita delle qualificazioni europee vinta per 3 a 0. 
Con i Plavi ("Blu") disputò l'ultima partita il 23 аprile 1983 a Parigi contro la Francia, amichevole vinta per 4 a 0.
Con la nazionale vanta un oro a Spalato 1979.

## Palmarès

### Giocatore

#### Club
- Campionato jugoslavo: 1

Dinamo Zagabria: 1981-1982
- Coppa di Jugoslavia: 1

Dinamo Zagabria: 1983

#### Nazionale
- Giochi del Mediterraneo: 1

Spalato 1979